# Joanna Drabik
Joanna Drabik (født 28. Oktober 1993 i Włoszczowa, Polen) er en kvindelig polsk håndboldspiller, som spiller for MKS Selgors Lublin og det polske håndboldlandshold.